# Enologie
Enologie je vědní obor pojednávající o víně a vinařství. Termín pochází z řeckých slov oinos = víno a logos = věda. Odborník na víno se nazývá enolog.
V České republice se enologie vyučuje např. na Mendelově univerzitě v Brně.